# Mauro Cía
Gualberto Mauro Cía (Buenos Aires, 3 luglio 1919 – Buenos Aires, 3 gennaio 1990) è stato un pugile argentino.

## Palmarès

### Olimpiadi
- Bronzo a Londra 1948 nei pesi mediomassimi.